# فرناندو دنته
فرناندو دنته (انگلیسی: Fernando Dente؛ زادهٔ ۷ ژانویهٔ ۱۹۹۰) بازیگر، خواننده، رقاص و کارگردان نمایش اهل آرژانتین است. وی از سال ۲۰۰۸ میلادی تاکنون مشغول فعالیت بوده‌است.